# Средно училище „Бачо Киро“ (Павликени)
Средно училище „Бачо Киро“ е средно училище в Павликени. Обучението обхваща всички образователни степени.

## История
По инициатива на Пенчо Пенев и Стоян Стоянов Узунов през 1919/1920 г. се правят постъпки пред Окръжна училищна инспекция в град Велико Търново и пред Министерството на Просвещението за разкриване на I / IV гимназиален клас в Павликени.
Първи гимназиален клас се открива през октомври на учебната 1920/21 година с две паралелки, 63 ученика, директор – Йорданка З. Нешева. От ноември 1920 г. директор е Кр. Иванов.
1921/22 учебна година е разкрит II / V гимназиален клас – една паралелка с 45 ученика. 1922/23 учебна година – III / VI гимназиален клас с една паралелка от 19 ученика. През тази 1922/23 учебна година се оформя непълна смесена гимназия до VI клас със 101 ученика.
През септември 1923 г. е положен основният камък на сграда за шестокласно училище, завършена през есента на 1924 г. През 1931/32 учебна година се открива IV/VII гимназиален клас с две паралелки – 105 ученика.
От 1938 до 1945 година училището носи името „Княгиня Мария Луиза“. А от 1946 година до днес се именува „Бачо Киро“. През 1951/52 учебна година става Единно общообразователно училище.
От 1956/57 учебна година се разделя на II Основно училище „Н. Й. Вапцаров“ и Гимназия „Бачо Киро“. През 1964/65 учебна година Основното училище и Гимназията се сливат в Средно политехническо училище (СПУ) „Бачо Киро“. В 1983 година става ЕСПУ, а от 1991/92 учебна година е СОУ „Бачо Киро“. От 1 август 2016 г. е СУ „Бачо Киро“.

## Материална база
Училището разполага с две отделни сгради, едната за начален, а другата за гимназиален етап на обучение. Много от кабинетите са специализирани – мултимедиен за дискусии и презентации, кабинети за чуждоезиково обучение, оборудвани компютърни зали, кабинети по физика и химия, библиотека и училищен стол. В училището има тревно футболно игрище, както и две баскетболни и две футболни циментови площадки. СУ „Бачо Киро“ също така има четири автобуса, които возят учениците сутрин и следобед от
близките селища.

## Личности
- Кирил Ракаров – футболист, защитник.
- Проф. Никола Касабов – математик и информатик.
- Димитър Томов – директор на Университетско издателство „Св. Климент Охридски“.
- Проф. Рашко Зайков – физик
- Проф. Събин Събев – юрист